# Palazzo Ciura
Il Palazzo Ciura di Taranto è uno dei palazzi più prestigiosi del borgo antico della città. 
È la sede dell'Istituto Comprensivo "Galileo Galilei", l'unica istituzione scolastica nel Borgo Antico della città. 
Fu costruito nella metà del Settecento da Tommaso Ciura, appartenente ad una famiglia nobile massafrese, mediante l'accorpamento di altre unità abitative. Il palazzo si affaccia sul Mar Grande, ma l'ingresso si trova in vico Carducci.
Nel 1880, la famiglia Ciura, per interessi personali dell'erede Giuseppe, cedette il  palazzo allo stato, il quale vi ubicò la Banca d'Italia, mentre la nobile famiglia andò ad abitare a palazzo Saraceno (anch'esso settecentesco), il quale ha ingresso in via Duomo, di fronte all'originario palazzo di famiglia. 
I lavori di rifacimento, fecero perdere molto del suo prestigio architettonico settecentesco, sia negli interni che nel prospetto. 
Durante il Fascismo, la banca fu trasferita nel Borgo Nuovo e l'edificio diventò sede del Partito Nazionale Fascista, mentre dal 1942 al 1945 ospitò il comando degli Alleati.
Dal 1946 restò completamente abbandonato fino agli anni ottanta, subendo il crollo delle coperture, quando il Comune decise di restaurarlo per trasferirvi l'istituto scolastico, precedentemente situato in piazza Castello. Anche in questo caso, le sostituzioni di solai, porte, finestre, e pavimenti per renderlo più consono al nuovo utilizzo, ne alterarono sostanzialmente le caratteristiche originarie.
L'edificio è di grandi proporzioni e con le sue 27 stanze testimonia l'antico prestigio e l'autorevolezza della famiglia, nella quale si contavano ben 11 persone tra figli, nuore e nipoti. Lussuosi erano gli ambienti situati al piano nobile, adeguati ai numerosi ricevimenti che si tenevano seguendo la moda del tempo, mentre estremamente funzionale era il piano scantinato (che ora ospita la palestra della scuola), dotato di magazzini, stalle e cisterne per la conservazione dell'olio, nonché di un accesso diretto al mare.

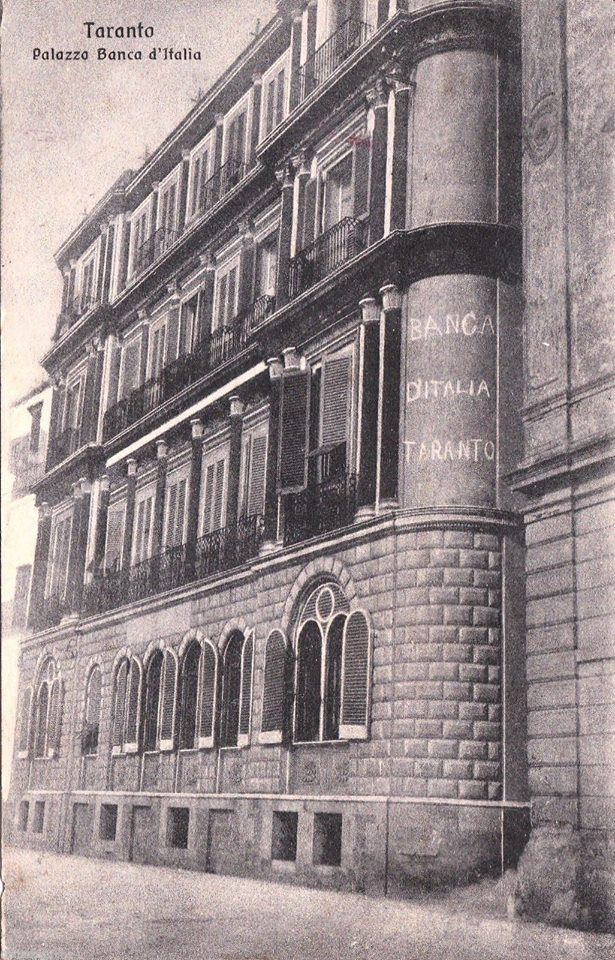
Il palazzo in una foto del 1916, da notarsi la presenza di un terzo piano, che ora risulta inesistente.